# Rock River (Mississippi River)
Der Rock River ist ein 459 Kilometer langer Zufluss des Mississippi River in den US-amerikanischen Bundesstaaten Wisconsin und Illinois. Davon fließen 262,3 Kilometer durch Illinois.
Er entspringt im Südosten von Wisconsin, im südwestlichen Teil des Fond du Lac County, etwa 16 km südlich von Ripon und 40 km südwestlich des Winnebagosees. Er fließt nach Süden durch die Horicon Marsh und mäandriert dann durch das Gebiet zwischen dem Wisconsin River und dem Michigansee. Er passiert Watertown, Jefferson. Der Bark River mündet in Fort Atkinson ein, und im Norden des Rock County mündet der Yahara River in den Rock River. Der Fluss strömt dann in südlicher Richtung über Janesville und Beloit in den Norden von Illinois, wo 8 km südlich der Staatsgrenze der Pecatonica River einmündet.
Der Rock River setzt seinen Weg nach Süden über Rockford fort und dreht weiter nach Südwesten an Oregon, Dixon und Rock Falls vorbei, ab wo der Fluss schiffbar ist. Die Mündung in den Mississippi River befindet sich bei Rock Island.

## Orte entlang des Flusses (in Flussrichtung)
| - Theresa, WI - Mayville, WI - Horicon, WI - Hustisford, WI - Watertown, WI - Jefferson, WI - Fort Atkinson, WI - Janesville, WI - Beloit, WI | - South Beloit, IL - Rockton, IL - Roscoe, IL - Machesney Park, IL - Loves Park, IL - Rockford, IL - Byron, IL - Oregon, IL - Dixon, IL | - Sterling, IL - Rock Falls, IL - Lyndon, IL - Prophetstown, IL - Coal Valley, IL - Milan, IL - Moline, IL - Rock Island, IL |